# КК Бреша
КК Бреша (итал. Pallacanestro Brescia) италијански је кошаркашки клуб из Бреше. Из спонзорских разлога пун назив клуба тренутно гласи Ђермани Бреша (итал. Germani Brescia). У сезони 2024/25. такмичи се у Серији А Италије.

## Историја
Клуб је основан 2009. године. Пласман у Серију А први пут је изборио 2016. године. До титуле у Купу Италије стигао је 2023. године.

## Успеси

### Национални
- Првенство Италије:
  - Финалиста (1): 2025.
- Куп Италије:
  - Победник (1): 2023.
  - Финалиста (1): 2018.
- Суперкуп Италије:
  - Финалиста (1): 2023.

## Учинак у претходним сезонама
| Сез.     | Првенство Италије | Куп Италије  | Европско такмичење      | Европско такмичење |
| -------- | ----------------- | ------------ | ----------------------- | ------------------ |
| 2016/17. | 10. место         | Полуфинале   | —                       |                    |
| 2017/18. | Полуфинале ПО     | Финалиста    | —                       |                    |
| 2018/19. | 12. место         | —            | Еврокуп — Топ 24        |                    |
| 2019/20. | прек. сезона      | Четвртфинале | Еврокуп — Топ 16        |                    |
| 2020/21. | 9. место          | —            | Еврокуп — Топ 24        |                    |
| 2021/22. | Четвртфинале ПО   | Полуфинале   | —                       |                    |
| 2022/23. | 9. место          | Победник     | Еврокуп — Осмина финала |                    |
| 2023/24. | Полуфинале ПО     | Четвртфинале | —                       |                    |
| 2024/25. | Финалиста         | Полуфинале   | —                       |                    |